# Stefan Szlaszewski
Stefan Julian Szlaszewski (ur. 22 maja 1894 w Warszawie, zm. 1959 na Śląsku) – pułkownik dyplomowany piechoty obserwator Wojska Polskiego, kawaler Orderu Virtuti Militari, ostatni dowódca 2 Pułku Strzelców Podhalańskich (1938–1939).

## Życiorys
Stefan Julian Szlaszewski urodził się 22 maja 1894 roku w Warszawie jako syn Michała. 1 czerwca 1921 roku pełnił służbę w Wielkopolskiej Szkole Podoficerów Piechoty Nr 2, pozostając w ewidencji 33 pułku piechoty w Łomży. 3 maja 1922 roku został zweryfikowany w stopniu kapitana ze starszeństwem z dniem 1 czerwca 1919 roku i 321. lokatą w korpusie oficerów piechoty. 1 sierpnia 1923 roku został przydzielony z 39 pułku piechoty Strzelców Lwowskich w Jarosławiu do Departamentu I Piechoty Ministerstwa Spraw Wojskowych w Warszawie. 31 marca 1924 roku został awansowany na majora ze starszeństwem z dniem 1 lipca 1923 roku i 110. lokatą w korpusie oficerów piechoty. 1 lipca 1924 został przesunięty z Dep. I MSWojsk. do Oddziału II Sztabu Generalnego. Z dniem 1 listopada 1925 roku został przeniesiony z Oddziału II SG do Wyższej Szkoły Wojennej w Warszawie, w charakterze słuchacza Kursu Normalnego 1925–1927. Z dniem 28 października 1927 roku, po ukończeniu kursu i otrzymaniu dyplomu naukowego oficera Sztabu Generalnego, został przeniesiony do kadry oficerów piechoty i przydzielony do Dowództwa Okręgu Korpusu Nr II w Lublinie na stanowisko kierownika referatu.
24 lipca 1928 roku został przeniesiony do 14 Wielkopolskiej Dywizji Piechoty w Poznaniu na stanowisko szefa sztabu. W grudniu 1929 roku otrzymał przydział do 77 pułku piechoty w Nowej Wilejce na stanowisko dowódcy batalionu. 26 marca 1931 roku został przeniesiony do Dowództwa Okręgu Korpusu Nr IV w Łodzi. Od września 1931 roku zajmował stanowisko szefa Oddziału Ogólnego Sztabu DOK IV, a od stycznia do grudnia 1932 roku szefa Wydziału Mobilizacji i Uzupełnień.
W grudniu 1932 roku został przeniesiony do 44 pułku piechoty Strzelców Kresowych w Równem na stanowisko dowódcy I batalionu. Z tego okresu służby pochodzą dwie opinie na jego temat. Autorem pierwszej opinii jest generał brygady Jerzy Kirchmayer, wówczas oficer sztabu w Dowództwie 13 Dywizji Piechoty w Równem: Oficer ten, znany w wojsku zawadiaka, birbant i bufon, postrach komendantów miast, właścicieli restauracji, wieczna zgryzota przełożonych, został przeniesiony na początku 1933 roku do Równego na stanowisko dowódcy batalionu w 44 pp. Z miejsca poczynał sobie wesoło. Trochę utemperował się, gdy dowiedział się, że jego nazwisko figuruje na liście oficerów proponowanych przez Departament Piechoty do zwolnienia. Gdzieś w tym czasie poznał szwagierkę jakiegoś porucznika z 44 pp, panią już nie pierwszej młodości, ale z inicjatywą i charakterkiem nielichym. Szlaszewski niespodziewanie obabił się i uspokoił. Żona wzięła go pod pantofel. W jakiś czas po ślubie doszło do niemiłej historii z ordynansem. Szlaszewska używała go do najróżniejszych posług. Coś się tam kiedyś nie udało i Szlaszewska poskarżyła się na niezdarę. Major dał chłopakowi w gębę. Tego żołnierzowi było za wiele. Poszedł ze skargą do Gajewskiego. Ten wszczął zaraz regularne dochodzenie. Gdy Szlaszewski się o tym dowiedział, poleciał jak w dym do Gajewskiego prosić o ukręcenie łba tej niemiłej sprawie. Liczył, że uda mu się to bez trudu, bo zdążył już zaprzyjaźnić się serdecznie z Kaziem, byli z sobą na ty, czasami wypili po kieliszku. Niespodziewanie Gajewski odmówił i nie było siły, która mogłaby go odwieść od tej decyzji. Szlaszewski szalał – nic nie pomogło, doszło do sprawy sądowej, został skazany na twierdzę i odsiedział karę już jako podpułkownik i zastępca dowódcy pułku w Złoczowie. Autorem drugiej opinii, tym razem służbowej, jest generał dywizji Edward Śmigły-Rydz. Ówczesny Inspektor Armii tak scharakteryzował majora Szlaszewskiego: Szaławiła, którego żona ustatkowała. Trochę andrusowaty, ale żołnierz z nerwem, umie brać się do oddziału, sprytny w taktyce. Duży temperament bojowy, czasem na złamanie karku. Tylko do służby liniowej. Ponad przeciętność.
27 czerwca 1935 roku został awansowany na podpułkownika ze starszeństwem z dniem 1 stycznia 1935 roku i 1. lokatą w korpusie oficerów piechoty, a 4 lipca 1935 roku wyznaczony na stanowisko zastępcy dowódcy 52 pułku piechoty Strzelców Kresowych w Złoczowie. Od 1 grudnia 1938 roku pełnił funkcję dowódcy 2 pułku strzelców podhalańskich w garnizonie Sanok i był ostatnim przedwojennym dowódcą tej jednostki.
W czasie kampanii wrześniowej dowodził 2 pułkiem strzelców podhalańskich do 10 września 1939 roku. Po kapitulacji został wzięty do niewoli przez Niemców i wraz z innymi oficerami 2 psp był osadzony w niemieckim obozie jenieckim Oflag VII A Murnau od 1939 do 1945 roku.
W 1946 roku był szefem sztabu 15 Dywizji Piechoty w Olsztynie, a od 15 lipca 1946 do 1 lutego 1947 roku dowodził 7 Łużycką Dywizją Piechoty w Bytomiu. Od 4 listopada 1946 roku był kierownikiem wojewódzkiej Grupy Ochronno-Propagandowej (GOP) w Katowicach.
Zmarł w 1959 roku na Śląsku.

## Ordery i odznaczenia
- Krzyż Srebrny Orderu Virtuti Militari nr 5313[28][29]
- Krzyż Niepodległości (9 listopada 1933)[30][31]
- Krzyż Walecznych (czterokrotnie)
- Złoty Krzyż Zasługi (10 listopada 1938)[32][29]
- Srebrny Krzyż Zasługi (4 marca 1925)[33][29]
- Medal Pamiątkowy za Wojnę 1918–1921[29]
- Medal Dziesięciolecia Odzyskanej Niepodległości[29]
- Medal 3 Maja[29]
- Srebrny Medal za Długoletnią Służbę[29]
- Brązowy Medal za Długoletnią Służbę[29]
- Odznaka za Rany i Kontuzje[29]
- Odznaka Obserwatora[29]
- Państwowa Odznaka Sportowa[29]
- Odznaka Strzelecka[29]
- Odznaka Sztabu Generalnego[29]
- Odznaka honorowa I Legionu Puławskiego[29]
- Odznaka 2 Pułku Strzelców Podhalańskich[29]
- Odznaka 4 Pułku Strzelców Podhalańskich[29]
- Odznaka Polskiego Związku Narciarskiego[29]
- Odznaka Wojsk Polskich w Carskiej Rosji[29]
- Krzyż Oficerski Orderu Palm Akademickich (III Republika Francuska, 1923)[34][29]
- Krzyż Kawalerski Orderu Legii Honorowej (III Republika Francuska)[29]
- Medal Zwycięstwa (Médaille Interalliée)[29]